# NHN KCP
NHN KCP 주식회사는 대한민국의 전자결제대행(PG) 기업이다. 2023년에 사명을 NHN한국사이버결제에서 NHN KCP로 변경하였다.
NHN의 손자회사로, 2014년에 NHN엔터테인먼트에 인수된 이후 NHN페이코가 최대주주이다 전자지불결제 사업을 영위하는 PG(Payment Gateway)사이면서 카드 결제망을 제공해 주는 VAN(Value Added Network)사이다.

## 같이 보기
- 스테이블코인